# Newton Purcell
Newton Purcell es un pueblo en la parroquia civil de Newton Purcell with Shelswell en Oxfordshire, a 4,5 millas (7 km) al sureste de Brackley, del condado vecino de Northamptonshire. El censo de 2001 mostró una población de 103 habitantes. La población de la parroquia durante el censo de 2011 no está disponible.

## Historia temprana
El tramo de la calzada romana que unía a Alchester, cerca de Bicester, con Lactodurum (ahora Towcester) pasa por la parroquia en la parte este del pueblo. El camino moderno con recorrido similar es clasificada como la A4421.

## Toponimia
El libro Domesday, en 1086, no menciona a Newton Purcell. El registro escrito más antiguo que se conoce de Newton Purcell es un documento del 1180 D.C. el cual muestra su toponimia como Neuwenton. Un artículo del Book of Fees de 1198 lo registra como Niweton. Un Charter Roll de 1245 lo registra como Neuton Purcel. "Newton" es uno de los topónimos más comunes en inglés. Su etimología proviene del anglosajón nēowa tūn, que significa "nueva hacienda" o "nuevo pueblo" (new homestead, new village, en inglés).

## Casa señorial
La casa señorial fue creada en el siglo XII para la familia Purcel, principalmente con tierras de otros dos señoríos vecinos: Mixbury y Fringford. Estas tierras tenían diferentes gobernantes, y como resultado los Purcel tuvieron obligaciones feudales con ambos. Mixbury era parte de la baronía de St Valery, que luego se volvió parte de la baronía de Wallingford.
En 1213 Robert de St Valery entregó el señorío intermediario de Mixbury a la abadía Agustina de Osney , y los Purcel tuvieron que pagar la renta de la abadía hasta la disolución de los monasterios en 1536. En 1475 casa era todavía propiedad de un Thomas Purcel, pero para 1523 ya no le pertenecía a la familia.
Los Purcel tenían una casa señorial con un foso. La casa no ha sobrevivido, pero en los 1950 fragmentos de su foso y un montículo donde se encontraba eran aun visibles al este del pueblo.

## Iglesia parroquial
Evidencia arquitectónica sugiere que la  iglesia parroquial de la Iglesia de Inglaterra de San Miguel arcángel y de todos los ángeles fue una iglesia normanda construida a mediados del siglo XII. La evidencia documentada más antigua sobre la existencia de la iglesia data de poco después, cuando Ralph Purcel cedió la iglesia al convento agustino de Bicester en el 1200. Sobrevive poco de la iglesia original, excepto por una entrada normanda del siglo XII y una piscina del siglo XIII .
En 1813 la iglesia fue reparada y la mayoría de sus distintivos originales fueron destruidos. En 1875 el arquitecto CN Beazley restauró el edificio, agregando la sacristía, la espadaña y el pórtico sur. La rectoría de la iglesia fue construida en 1844. La parroquia de San Miguel arcángel es ahora parte del beneficio de Shelswell.

## Historia económica y social
La parroquia todavía cultivaba bajo el sistema de campos abiertos en 1679. No hubo ninguna Acta del Parlamento para el cercamiento de la parroquia, por lo que tuvo que haber sido por acuerdos. Esto puede haber sido antes del final del siglo XVII.
La escuela de la Iglesia de Inglaterra del pueblo fue construida en 1872, y agrandada en 1898. Fue reorganizada como escuela secundaria en 1929, y en 1954 seguía abierta.
En 1899 el Great Central Railway (lit. «Compañia Ferroviaria Gran Central») completó su línea principal hacia Londres a través de la parte este de la que para entonces era la parroquia de Shelswell y construyó la Finmere for Buckingham station (lit. «estación Finmere a Buckingham») donde la línea cruza el camino principal cerca de 0,5 millas (804,7 m) al noreste de Newton Purcell. Buckingham estaba a casi 5 millas (8 km) de la Great Central station, por lo que el nombre fue posteriormente acortado a "Finmere". British Railways cerró la estación Finmere en 1963, junto con la sección de la Great Central line que pasaba por la estación y la parroquia en 1966.
Newton Purcell era una parroquia civil separada hasta 1932, cuando se unió con la parroquia cercana de Shelswell.

## Comodidades
Newton Purcell tiene un pub, el Shelswell Inn. Está ubicado en el camino principal, cerca del lugar donde estaba la antigua estación de ferrocarril.